# Gyromite
 (octobre 2021).
Si vous disposez d'ouvrages ou d'articles de référence ou si vous connaissez des sites web de qualité traitant du thème abordé ici, merci de compléter l'article en donnant les références utiles à sa vérifiabilité et en les liant à la section « Notes et références ».
Gyromite est un jeu vidéo qui utilise le Robot Operating Buddy (R.O.B.) comme extension et qui est l'un des 2 jeux à utiliser ce robot, l'autre étant Stack-Up. Dans ce jeu, le joueur doit utiliser R.O.B. pour manipuler les gyros (gyroscopes) et ainsi ouvrir les portes rouges et bleues sur l'écran du jeu.

## Mode principal (Game A)
Dans le « jeu A », le joueur contrôle le professeur Hector qui essaie de rassembler toutes les dynamites dans son laboratoire avant que le temps imparti ne s'épuise. Il faut ouvrir les portes bleues et rouges à l'aide du second contrôleur, faire passer Hector et éviter les Smicks qui rôdent aux alentours. Des navets peuvent être placés pour distraire les Smicks.

## Autres mode de jeux
Dans le « jeu B » le joueur contrôle seulement les portes. Le professeur Hector est somnambule dans son laboratoire, et il faut s'assurer qu'il puisse se déplacer d'un côté vers l'autre sans problème. Smick fait un retour, et le joueur doit s'assurer qu'il reste à l'écart, parce que le professeur se déplace tout droit. Le joueur obtient des points selon le temps restant à chaque fin d'étape.
Il y a également divers modes d'essai pour s'assurer que le ROB fonctionne correctement.

## Le hardware Américain
Des gens cherchant à faire des adaptateurs pour lire des jeux Famicom sur une NES ont remarqué que les premières cartouches de Gyromite Américaines sont en fait des cartouches Japonaises avec des adaptateurs à l'intérieur. On peut ainsi récupérer l'adaptateur pour pouvoir lire des jeux jamais sortis en dehors du Japon. Ces premières cartouches sont repérables par les cinq vis qui les assemblent, réduites à trois par la suite.